# Allendale (Missouri)
Allendale – miasto w Stanach Zjednoczonych, w północnej części stanu Missouri. W 2000 roku liczba mieszkańców wynosiła 54.